# Sulham
Sulham – wieś w Anglii, w hrabstwie ceremonialnym Berkshire, w dystrykcie (unitary authority) West Berkshire. Leży 8 km na zachód od centrum miasta Reading i 66 km na zachód od centrum Londynu.